# Ahn Ji-hye
Ahn Ji-hye (koreanisch 안지혜; * 30. Mai 1987 in Daejeon) ist eine südkoreanische Schauspielerin.

## Leben und Karriere
Ahn wurde am 30. Mai 1987 in Daejeon geboren. 2014 spielte sie in dem Film In Her Place die Hauptrolle. 2015 wurde sie für den Canadian Screen Award als beste Schauspielerin nominiert. Außerdem erhielt sie 2016 eine Nominierung bei Wildflower Film Award als beste Schauspielerin. 2018 war sie in Aweo badi zu sehen. Unter anderem bekam sie die Hauptrolle in dem Film Slate - Here She Comes to Save the World. Im selben Jahr trat sie in der Fernsehserie Was It Love auf.

## Filmografie (Auswahl)
Filme
- 2014: In her Place
- 2018: Aweo badi
- 2020: Slate - Here She Comes to Save the World

Serien
- 2020: Was It Love